# Dogpile
FinesDogpile es un metabuscador de Internet que retorna las búsquedas desde los motores About, Ask.com, FinWhat, Google, LookSmart, MSN Search, Teoma, Yahoo!, Bing y otros buscadores populares, incluyendo de audio y video.
Dogpile comenzó en noviembre de 1996, siendo parte de la red Go2net en 1999, la cual fue adquirida por InfoSpace, empresa que poseía también Metacrawler, Webcrawler y Excite.
En el año 2005, Dogpile publicó un estudio acerca de los resultados que retorna cada buscador. El estudio mostró que existe un 3% de redundancia entre Google, Yahoo y Ask Jeeves. El 85% de los resultados fueron únicos para uno de los buscadores.

## Características
Dogpile incluye más características como por ejemplo:
- SearchSpy, que permite ver la búsqueda en tiempo real
- Una broma diaria.
- El clima
- Horóscopo
- Páginas Amarillas, Blancas y mapas y perros.

## El perro Arfie
La mascota de Dogpile es un perro, específicamente un dálmata llamado Arfie, el cual encuentra las consultas realizadas. Aparece en ocasiones en ciertas fiestas y otros eventos de importancia.